# Tabanus congoiensis
Tabanus congoiensis är en tvåvingeart som beskrevs av Ricardo 1908. Tabanus congoiensis ingår i släktet Tabanus och familjen bromsar. Inga underarter finns listade i Catalogue of Life.